# زراسوند
زراسوند، یکی از طوایف ایل بختیاری در ایران می‌باشد. ایل بختیاری از دو شاخه هفت‌ لنگ و چهارلنگ تشکیل می‌شود. شاخه هفت لنگ به چهار باب بختیاروند، بابادی باب، دورکی و دینارانی تفکیک شده است که طایفه زراسوند زیرمجموعه دورکی به شمار می‌آید. پیشینه این تقسیمات  به قرن ۱۶ام میلادی بازمی‌گردد که امروزه به عنوان ساختار اجتماعی ایل بختیاری شناخته می‌شود. طایفه زراسوند خود از چندین تیره تشکیل شده است.

## تقسیمات ایلی
1. اصغری
2. عبدالخلیل خسروی
3. احمد خسروی (احمدمهمید)
4. توشمال
5. خدرسرخ
6. کورکور
7. باپیر
8. خدری
9. کاید
10. گرگه
11. سیفیدوند
12. هیهاوند
13. اَورگونی
14. لوک زراسوند
15. سادات شیرمردی
16. علاسوند
17. شهی
18. پیوندی
19. میرزا
20. ایمری
21. شهو
22. سادات احمدکبیر
23. یتیم
24. روگری
25. زنبور
26. میر
27. گرما
28. تونی
29. مشایخ
30. ایهاوند
31. کاجی
32. آسترکی علی آبادی

## پراکندگی جغرافیایی
- ییلاق:اولین خاستگاه این ایل، دشت چغاخور در شهرستان بروجن بوده است همچنین در شهرستان فارسان، شهرستان اردل، شهرستان لردگان، گهرو و منطقه روگر سکونت دارند.
- قشلاق: شهرستان اندیکا، شهرستان ایذه، شهرستان باغملک، شهرستان دزفول و شهرستان مسجدسلیمان در استان خوزستان می‌باشد.

## دوره تسلط تیره عبدالخلیل خسروی بر بختیاری (۱۸۴۶–۱۹۲۵)
قدرت گرفتن تیره عبدالخلیل خسروی از دوران علی صالح خان در دوران نادر شاه بعداز شکست افغانها بر بختیاری آغاز شد. بعدازاو پسرش ابدال خان به ایلخانی بختیاری وایلخانی عراق عجم رسید. او دارای چندین پسر ذکور  بود. فرزندان او ظهراب خان در روستای چهراز و عزیز ا.. خان در روستای مریک و حبیب ا.. در چغاخور و فرج ا.. خان در دشتک، خليل خان در ده کهنه روگر و مهراب خان در کلبي بک ساکن شدند. بعد از ابدال خان فرزندان او به ترتیب حبیب ا.. خان و بعد الیاس خان پسر فرج ا.. خان به ایلخانی رسیدند.بعد از آنها  کشمکش های برسر قدرت خصوصا بین ظهراب خان و فرزندان و نوادگان  حبیب ا.. خان به‌وجود آمد که سالها به طول انجامید.  در نهایت نوبت به حسین قلی خان رسید. قبل‌ از حسینقلی‌خان برای هر خانی مقدور بود که در اثر لیاقت و کاردانی خویش خان‌بزرگ گردد. حسینقلی‌خان درزمان حکمروایی‌ خود اهمیت سیاسی و قدرت مالی افراد فامیلش‌ را فزونی بخشید. این‌مسلم بود که لقب ایلخانی حسینقلی پس‌از مرگ‌ وی به‌یکی از دو برادر ویا شش پسرش یا یکی از ۱۴ برادرزاده ویا خواهرزاده‌اش (اولاد ذکور آنان) می‌رسد. سمت ویا عنوان ایل‌بیگ همزمان با انتصاب خانهای بختیاری و چهارمحال به فرمانروایی آن نواحی ایجاد شد. تاریخ ربع اول قرن بیستم بختیاریها از کشمکشها، جنگها و منازعات بین خاندان دربار ایلخانی و جانشینان حسینقلی‌خان و فامیل حاجی ایلخانی و همچنین جانشینان برادر حسینقلی خان وخانواده ایلی‌بیگی که از خانواده سومین برادرش (رضاقلی‌خان) بودند، حکایت می‌کند. ایل بیگی‌ها از همان روزهای اول به‌ وسیله دسته‌های دیگر رقیب به‌عقب رانده شدند و منابع تأمین درآمدشان از بین رفت. در فراز و نشیب آن‌ راه، یکی از قدرتهای رقیب که سعی در کسب مقام ایل‌بیگی داشت، پیش می‌افتاد وبا رسیدن به‌این‌مقام سعی برگماردن افراد فامیل خود، درمناصب پرعایدی می‌کرد. بدین‌ ترتیب این‌عمل سبب می‌شد که منافع گروه‌های دیگر به‌حداقل خود برسد و راه درآمدهای ایشان مسدود شود. واگر در این‌زمان، خانهای بختیاری نفوذ بیشتری پیدا کردند، به‌علت چنین زمینه‌هایی بود :

خانهای بزرگ در اثر درآمدهای کلان از املاک‌ وسیع خویش‌ صاحب قدرت می‌شدند، استثمار عشایر و درآمدهای بسیار از زمینهایشان متضمّن مقرری مطمئنی برای خانها بود. دستی برسر رعایا کشیدن ویا جریمه کردن ایشان از طریق تقسیمات نا مناسب مراتع و چراگاه منجر به‌ درآمدهای کلان و قبضه‌ شدن قدرت در دست خان می‌شد. این امکانات برای تثبیت قدرت خانها کافی نبود. زمینه‌ساز قدرت خانها دربختیاری، اتفاقاتی بود که به‌خاطر موقعیّت سیاسی ایران، در منطقه بختیاری رخ می‌داد. انگلیسیها درنواحی بوشهر نیرو پیاده کرده‌ بودند و روسها در آذربایجان پیش‌ می‌رفتند. بختیاری آن‌ زمان، گره گاه کوششهای سیاستمداران چپاولگر خارجی‌بود ضعف سیاست حکومت مرکزی در کنار اشغال ایران باعت قدرت کاذب بیشتری برای خانها می‌شد .
اولین بهانه اشغال ایران از طرف انگلیس، دفاع از سرزمین هند در مقابل تجاوز و حمله روسها بود که ازنواحی جنوب غربی ایران احتمالش می‌رفت. بعداز اولین نشستهای بختیاریها با انگلیسیها، احداث جاده‌ای که اهواز را ازطریق بختیاری به‌ اصفهان اتصال دهد، مطرح شد و به اتمام رسید .

با شروع کشتیرانی بین‌المللی در کارون (سال ۱۸۸۸) قبضه کردن بازار تجارت ایران برای انگلستان ضروری به‌نظر می‌رسید. در آن زمان قول احداث جاده یاد شده و کشتیرانی در کارون به انگلیسیها داده شد .

راه بختیاری ویا جاده لینچ که به‌همین‌نام معروف است، در چهاردهم دسامبر ۱۸۹۹ افتتاح شد. برای این راه وامی به‌مبلغ ۵۵۰۰ لیره انگلیسی با بهره ۶درصد وبه‌مدت ۲۵سال ازطرف برادران لینچ در تاریخ سوم ماه مه ۱۸۹۸ به‌خوانین منطقه داده شد. ازطرفی احداث دو دهنه پل آهنی، جاده‌ای در مناطق صعب‌العبور و ایجاد کاروانسراهای بین‌راهی، پیش‌بینی شده‌ بود. ازطرف دیگر خانها موفق شدند که عوارض عبور از جاده‌ها را دریافت کنند. تاسال ۱۹۰۹ هر سال بر اهمیت این راه افزوده می‌شد. علاوه بر کارهای تجارتی، این‌ راه مسیر ایل نیز بود. کوچ‌نشینان ازاین جاده برای کوچ به گرمسیر، مناطق ایذه ویا به‌ سردسیر اطراف اردل استفاده می‌کردند. این‌ راه زمینه مناسبی برای خوانین ایجاد کرده بود تا مالیاتی‌ را وصول کنند که‌شامل کلیه درآمدها باشد .

بعدها با ایجاد جاده خرم‌آباد - دزفول این راه از اهمیت‌ افتاد. همچنین غارت کاروانها در کهگیلویه جاده مزبور را از اهمیت بازرگانی انداخت (۱۹۱۲). مهمترین عاملی که موجب فعالیت انگلیسیها در جنوب غربی ایران شد، کشف منابع زیرزمینی نفت در سرزمین بختیاری بود. از این منافع درسال ۱۹۰۵ مبلغ ۲۵۰۰ لیره انگلیسی نصیب خوانین شد. بعدها ۳درصد ازمنافع شرکت نفت بختیاری به‌ایشان تعلق گرفت